# Cilette Cretton
Marie-Cécile dite Cilette Cretton, née Deslarzes le 9 août 1945 à Bagnes, est une féministe et personnalité politique valaisanne, membre du Parti radical démocratique valaisan cantonal, qu'elle préside de 1992 à 1996.
Elle est connue pour sa défense de la reconnaissance des droits féminins,,.

## Biographie

### Origines et famille
Marie-Cécile Deslarzes naît le 9 août 1945 à Bagnes, dans le canton du Valais. 
Elle est issue d'une famille d'enseignants.
Elle est mariée et mère d'un enfant.

### Formation et parcours professionnel
Elle effectue sa formation scolaire obligatoire à Sierre. Elle entre en 1961 à l'école normale de Sion et y étudie jusqu'en 1966. À 21 ans, elle entre à l'Université de Fribourg afin de suivre une formation en pédagogie et y obtient un diplôme en « pédagogie curative » en 1968.
En 1968, elle œuvre à diriger une classe d’enfants mentalement handicapés à l’école « La Bruyère » à Martigny. Cilette Cretton considère la marginalisation de ces enfants comme problématique.
D’enseignante spécialisée, elle devient enseignante d’appui, travaillant en collaboration avec les enseignants primaires.
En 1992, le syndicat des enseignants romands (à l’époque Société Pédagogie romande) l’engage en tant que rédactrice en chef de sa revue L'Éducateur. Elle exerce cette activité durant dix ans et en 2001, change d’orientation. Le Conseil d'État du canton de Vaud l'engage en tant que directrice pédagogique pour l’enseignement obligatoire. Elle poursuit cette activité jusqu’à l’âge de la retraite, en 2013.
Elle consacre les deux dernières années de sa carrière à la rédaction de la nouvelle loi scolaire vaudoise,,, à la suite de l’adoption du projet HarmoS (projet d’harmonisation scolaire intercantonale) en Suisse.
Elle s'engage également en 2016 en faveur d'une meilleure intégration scolaire des enfants arrivés en Suisse à la suite de la migration de leurs parents.

### Journalisme
Elle écrit son premier article de presse à l’âge de 19 ans (1964), à l’occasion d’un stage d’été passé dans une rédaction locale, celle de la Feuille d’avis du Valais. Elle collabore ensuite durant de longues années au Confédéré, organe du Parti radical valaisan (PRDV).
Elle poursuit ce même type de collaboration, avec La Tribune de Lausanne (Le Matin actuel), la revue Femina, la revue Treize Étoiles, le journal Femmes suisses, le Nouvelliste ou l’Éducateur. Comme en politique, ses thèmes de prédilection concernent l’école et l’évolution de la cause des femmes.
De 1986 à 1998, elle est membre de la première commission cantonale sur l’égalité : la commission d’étude de la condition féminine en Valais. Dans ce cadre, elle contribue à la rédaction de plusieurs rapports sur des questions relatives à la condition des femmes en Valais touchant au domaine de la formation, de la fiscalité, de la place des femmes dans l’administration cantonale, de l’intégration des femmes en politique et de la création d’un bureau de l’égalité, qui aboutit en 1996, soit dix ans après la création de la commission. Ces rapports ont fait l’objet d’une publication. Certaines propositions qu’ils contenaient ont fait l’objet de débats au Grand Conseil.

### Parcours politique
Avec Françoise Vannay-Bressoud, Marie-Jo de Torrenté, Jacqueline Pont, Madeleine Mabillard, Liliane Mayor-Berclaz et Cécile Kummer, elle est élue députée au Grand Conseil du Canton du Valais en 1973. Elle y reste jusqu'en 1985. Lors de son élection au Grand Conseil, elle interpelle le département de l’Instruction publique afin que les enfants handicapés aient droit au même type de scolarisation que les autres enfants.
En 1992, elle devient la première présidente du Parti radical-démocratique valaisan, et le reste jusqu'en 1996. Elle présente sa candidature au Conseil d'État valaisan en 2001,, mais ne devient pas la première femme du gouvernement valaisan : arrivée troisième du second tour, derrière le candidat socialiste et le candidat radical officiel, elle n'est pas élue tout en obtenant un « très bon résultat » selon le président de son parti,,.
Elle lance en 2014 une initiative populaire pour un État laïc en Valais, prônant la séparation de l’Église et de l’État. Elle se présente à l'Assemblée constituante valaisanne en 2018 et est élue sous les couleurs d'Appel citoyen. Après le rejet de la proposition de réforme par les citoyens valaisans, elle fait recours contre le scrutin au Tribunal fédéral, arguant que les bulletins de vote étaient difficiles à comprendre. Son recours est rejeté début 2025,.

### Engagement féministe
En 1975, elle  milite pour créer des centres de planning familial régionaux qui  ont pour but de promouvoir l'éducation sexuelle. Elle est membre de la commission cantonale de l'égalité entre 1984 et 1993. Elle est également une des membres fondatrices de l'association Solidarité Femmes qui soutient les politiciennes qui se portent candidates. En 1986 elle contribue à l'élaboration du  rapport de la commission d'égalité relatif à la sous-représentation des femmes valaisannes en politiques.
Elle s'oppose à l'interdiction du port du voile notamment à l'école, pour ne pas en faire un facteur d'exclusion et de discrimination d'une religion particulière.
Elle est par ailleurs membre du comité de l'association Via Mulieris, qui voit le jour en 2014 à la suite du constat de l'absence de femmes dans les commémorations des 200 ans de l'entrée du Valais dans la Confédération,.

## Publications
- Cilette Cretton, L'école et la formation des filles, Commission d'étude sur la condition féminine en Valais, Sion, Département de l'intérieur, 1986, 92 p.
- Cilette Cretton et Inès Mengis, Les femmes et la politique en Valais, Commission d'étude sur la condition féminine, trad. Inès Mengis, Sion, Département de l'intérieur, 1988, 135 p.
- Cilette Cretton, Les femmes dans l'administration cantonale, Commission d'étude sur la condition féminine, trad. Marie-Claire Schellenberg, Sion, Département de l'intérieur, 1989, 173 p.
- Cilette Cretton, « Séparer ou intégrer ? » L'enfant en Valais 1815-2015, Annales Valaisannes, 2016, p. 266-269.